# Бианки, Винцент Феррер Фридрих фон
Винцент Феррер Фридрих фон Бианки, герцог фон Казаланца (нем. Vinzenz Ferrerius Friedrich von Bianchi, Herzog von Casalanza) (1768—1855) — австрийский военачальник. Барон, герцог фон (ди) Казаланца (1815), фельдмаршал-лейтенант (1812).

## Биография
Родился в Вене 20 февраля 1768 года в семье профессора физики. Образование получил в Венской Инженерной академии. В 1787 году вступил в армию лейтенантом инженерных войск. В 1788 году участвовал в боях с турецкими войсками.
Отличился в кампании 1792 года в составе войск принца Гогенлоэ. В 1793 году участвовал в осаде Валансьена, получил чин капитана. В 1795 году — в осаде Мангейма.
В 1796 году служил под началом Вурмзера в Италии, в 1797 году переведён в корпус Альвици. В сражении при Риволи (14—15 января 1797 года) был взят в плен, но уже в марте освобождён.
В марте 1799 года произведён в майоры и приставлен к эрцгерцогу Фердинанду д'Эсте. В 1800 годe получил чин полковника, с 1804 года командовал полком в Каттаро. Во время кампании 1805 года состоял генерал-адъютантом в армии эрцгерцога Фердинанда. В 1807 году произведён в генерал-майоры.
В кампанию 1809 года командовал бригадой в составе 5-го армейского корпуса эрцгерцога Людвига. Отличился в сражении при Асперне и во время обороны предмостного укрепления Пресбурга. Награждён орденом Марии Терезии. После заключения Шёнбруннского мира назначен генерал-инспектором в Венгрии.
В 1812 году Бианки, в чине фельдмаршал-лейтенанта, под командованием князя Шварценберга, принял участие в походе Наполеона в Россию, командуя резервной дивизией.
В кампании 1813 года, когда Австрия присоединилась к Шестой коалиции, он командовал отдельным 25-тысячным корпусом в Богемии. В сражении при Дрездене удерживал левый фланг союзной армии, был атакован корпусом маршала Виктора и отброшен. Отличился в сражении под Кульмом и в Битве народов под Лейпцигом. 8 октября 1813 года российский император Александр I пожаловал Бианки орден св. Георгия 3-й степени (№ 333 по кавалерским спискам)
В воздаяние отличнаго мужества и храбрости, оказанных в сражении против французских войск 6 и 7 октября под Лейпцигом.
В следующем году он, также командуя отдельным корпусом, атаковал южные области Франции и после сражения при Бар-сюр-Обе был направлен к Лиону на соединение с отрядом графа Бубны, который неудачно действовал на Роне. Взяв начальство над обоими корпусами, Бианки принудил французского генерала Маршана снять осаду Женевы. Затем он одержал победу над маршалом Ожеро, и за несколько дней до взятия Парижа занял Лион.
В 1815 году, во время возвращения Наполеона с острова Эльбы, Бианки командовал австрийскими войсками в Северной Италии. Будучи внезапно атакован Мюратом при Панаро, Бианки был вынужден отступить до Карпи, но, получив значительные подкрепления, поспешил к Флоренции, чтобы отрезать войска Мюрата от сообщения с Неаполем. 16—28 апреля прошёл из Болоньи и Флоренции до Фолиньяно, 29 апреля перешёл Апеннины. 2—3 мая разгромил неаполитанские войска под Толентино, что фактически решило судьбу кампании. 20 мая подписал конвенцию в Казаланце, которая восстановила на неаполитанском престоле Бурбонов. 22 мая вступил в Неаполь. Король Обеих Сицилий Фердинанд I даровал бианки титул герцога ди Казаланца, с пожалованием больших поместий в Неаполе. В августе Бианки вступил со своей армией в Южную Францию, где оставался до ноября.
После заключения Парижского мира, Бианки был членом Гофкригсрата — придворного военного совета, главнокомандующим австрийскими войсками в Галиции, а затем в Ломбардии и Венеции. 16 марта 1824 года вышел в отставку. Жил в своём поместье Мольяно-Венето под Тревизо. Умер от холеры 21 августа 1855 года в Зауэрбрунн-Рохиче.
Его сын — Фридрих фон Бианки.